# 鄭歌者石
鄭歌者石（?—?），与鄭歌者枪，是战国初期郑国人物，在赵国为赵烈侯服务。
赵烈侯喜欢音乐，对相国公仲连说：“寡人有喜爱的人，可以提升他们的官位吗？”公仲说：“让他们富有可以，让他们有权则不行。”烈侯说：“对。郑歌者枪、石二人，我想给他们赐田，每人万亩。”公仲答应了。但是没给。一月后，烈侯从代地回来，问歌者田地的事。公仲说：“我找了，没有合适的地方。”之后，烈侯又问。公仲还是不给，于是称疾病朝。番吾君从代地来，向公仲连推举牛畜、荀欣、徐越。公仲连于是把他们推荐给了赵烈侯。上朝，烈侯又问：“歌者田地的事怎么样了？”公仲说：“正在选好地。”牛畜、荀欣、徐越忠于职守，赵烈侯高兴。烈侯于是派人对相国说：“歌者田地的事暂且停止吧。”